# شکوفایی (فیلم)
شکوفایی (انگلیسی: Flourish) یک فیلم در ژانر کمدی-درام است که در سال ۲۰۰۶ منتشر شد.

## بازیگران
- جنیفر موریسون
- جسی اسپنسر
- لیتون میستر
- دانیال روبوک
- اولیویا بارنت
- کانی ری
- ایان برنن